# 미카미 마사시
미카미 마사시(三上真史, 1983년 6월 20일 ~ )는 일본의 배우이다.

## 출연작

### 드라마
- 2006년~2007년 《굉굉전대 보우켄저》 모가미 소우타/보우켄 블루 역

### 영화
- 2004년 《스윙 걸즈》 유스케 역
- 2010년 《오오쿠》
- 2010년 《X게임》
- 2011년 《쉐어 하우스》